# Tiverton (Rhode Island)
Tiverton ist eine Stadt (Town) im Newport County des US-Bundesstaates Rhode Island in den Vereinigten Staaten. Das U.S. Census Bureau hat bei der Volkszählung 2020 eine Einwohnerzahl von 16.359 ermittelt.
Tiverton ist auch die Geburtsstadt des 1755 geborenen Seefahrers und ersten US-amerikanischen Weltumseglers Robert Gray.

## Geographie
Tiverton liegt am Nordostufer der Narragansett Bay. Das Stadtgebiet ist auf dem Landweg wie die südlich von Tiverton gelegene Stadt Little Compton vom Rest Rhode Island abgeschnitten, und nur über die Sakonnet Bridge mit der Stadt Portsmouth auf der Insel Rhode Island und damit mit dem Rest des Bundesstaates verbunden. Direkt nördlich der Stadt liegt die Grenze zum Bundesstaat Massachusetts, jenseits derer die Stadt Fall River das Hauptzentrum für Tiverton ist.
Die Stadt Tiverton und der nördlich vorgelagerte Stadtteil North Tiverton liegen auf einem langgezogenen Granitrücken, der eine Höhe von bis zu 75 m über dem Meeresspiegel erreicht. Das Stadtgebiet hat eine Fläche von 94,1 km², es ist überwiegend bewaldet und abgesehen von der Küste nur am Ostrand stärker besiedelt. Im Stadtgebiet liegen einige Seen, der größte davon ist der Stafford Pond in der Nordostecke des Stadtgebiets. Aufgrund der Besonderheiten der Verwaltungsgliederung von Neuengland umfasst das Stadtgebiet von Tiverton mehrere Dörfer, darunter Eagleville, Bliss Corners, Adamsville und Grayville.

## Bevölkerung
Die Bevölkerung betrug bei der Volkszählung 2000 15.260 Personen. Fast 96 % der Einwohner waren Weiße, der restliche Anteil verteilte sich auf verschiedene Volksgruppen. Das Pro-Kopf-Einkommen betrug 22.866 US-Dollar, etwa 4,5 % der Bevölkerung lebte unter der Armutsgrenze.

## Geschichte
Tiverton war ursprünglich seit 1694 Teil der Massachusetts Bay Colony. Nach langem Streit zwischen Rhode Island und Massachusetts wurde das Stadtgebiet 1746 auf Dekret des Königs zusammen mit Cumberland, Barrington, Bristol und Little Compton dem Bundesstaat Rhode Island zugeschlagen. Die Stadtgründung erfolgte 1747.
Die Stadt war ursprünglich landwirtschaftlich ausgerichtet, weitere Wirtschaftszweige waren Fischfang und Schiffbau. 1827 traten Baumwoll- und Woll-Mühlen als Einkommensquelle hinzu. Bis Anfang des 20. Jahrhunderts war zudem die Produktion von Menhaden-Fischöl ein Haupterwerbszweig der Stadtbevölkerung.
Heute haben sich vor allem Handelsunternehmen in der Stadt angesiedelt. Sommer-Tourismus hat an Bedeutung zugenommen, ebenso die Funktion als Wohngebiet.

## Persönlichkeiten

### Söhne und Töchter der Stadt
- Peleg Tallman (1764–1840), Politiker, Mitglied des Repräsentantenhaus der Vereinigten Staaten
- Job Durfee (1790–1847), Jurist und Politiker
- Samuel Russell Warren (1809–1883), kanadischer Orgelbauer
- Nathaniel B. Durfee (1812–1872), Politiker